# گمینا کروسنو اودژانگسکیه
گمینا کروسنو اودژانگسکیه (به لهستانی:  Gmina Krosno Odrzańskie) یک گمینا در لهستان است که در شهرستان کروسنو اودژانگسکیه واقع شده‌است. گمینا کروسنو اودژانگسکیه ۲۱۱٫۵۲ کیلومتر مربع مساحت و ۱۸٬۴۹۶ نفر جمعیت دارد.